# Damien Richardson
Damien Richardson es un actor australiano, más conocido por haber interpretado a Matt Ryan en la serie City Homicide.

## Biografía
En 1991 se graduó del " Victorian College of the Arts".
Damien se casó con la escritora Nicole Richardson, la pareja tiene tres hijos Maisie, Albert "Bertie" y Lottie Richardson. En diciembre del 2016 la pareja anunció que se había separado.
En agosto del 2018 se anunció que estaba saliendo con la actriz Fifi Box.

## Carrera
El 28 de agosto de 2007 se unió al elenco principal de la serie City Homicide donde dio vida al detective sargento de la policía Matt Ryan, hasta el final de la serie el 30 de marzo de 2011.
El 7 de noviembre de 2014 se unió al elenco recurrente de la serie australiana Neighbours donde dio vida a Gary Canning, el hijo de Sheila Canning, hermano de Naomi Canning y padre de Kyle Canning y Xanthe Canning, hasta el 20 de marzo del 2020 después de que su personaje fuera asesinado por Finn Kelly.

## Filmografía

### Series de televisión
| Año                         | Título                     | Personaje          | Notas                                |
| --------------------------- | -------------------------- | ------------------ | ------------------------------------ |
| 2016, 2018, 2021 - presente | Jack Irish                 | Drew Greer         | 15 episodios                         |
| 2014 - 2020                 | Neighbours                 | Gary Canning       | 784 episodios                        |
| 2016                        | The Doctor Blake Mysteries | Terrence Noonan    | episodio "Against the Odds"          |
| 2015                        | House Husbands             | Steve              | episodio # 4.6                       |
| 2015                        | Wentworth                  | Det. Michael Mears | 7 episodios                          |
| 2013 - 2015                 | Nowhere Boys               | Gary               | 12 episodios                         |
| 2012                        | Conspiracy 365             | Nelson Sharkey     | 5 episodios                          |
| 2012                        | Lowdown                    | Ryan Hamilton      | episodio "Hack in Business"          |
| 2011                        | Small Time Gangster        | Sandy              | episodio "The Last Post" - miniserie |
| 2007 - 2011                 | City Homicide              | Det. Matt Ryan     | 84 episodios                         |

### Películas
| Año  | Título                 | Personaje  | Notas |
| ---- | ---------------------- | ---------- | --- |
| 2014 | Jack Irish: Dead Point | Drew Greer | junto a Guy Pearce, Roy Billing, Marta Dusseldorp, Vince Colosimo y Kat Stewart                                       |
| 2012 | Jack Irish: Black Tide | Drew Greer | junto a Guy Pearce, Emma Booth, Shane Jacobson, Roy Billing, Marta Dusseldorp, Damien Garvey y Alexandra Schepisi     |
| 2012 | Jack Irish: Bad Debts  | Drew Greer | junto a Guy Pearce, Marta Dusseldorp, Anthony Hayes, Marshall Napier, Fletcher Humphrys, Shane Jacobson y Roy Billing |

### Departamento de sonido
| Año  | Programa       | Notas             |
| ---- | -------------- | ----------------- |
| 2007 | The Magic Door | operador del boom |

### Teatro
| Año  | Obra                 | Personaje | Director (a)  | Teatro            | Notas                                         |
| ---- | -------------------- | --------- | ------------- | ----------------- | --------------------------------------------- |
| 2012 | The School for Wives | Chris     | Lee Lewis     | Princess Theatre  | junto a Harriet Dyer, John Adam y Meyne Wyatt |
| 2011 | The Water Carriers   | Dave      | Anne Browning | Melbourne Theatre | junto a Sarah Sutherland                      |

## Premios y nominaciones
| Año  | Categoría                                                                | Premio    | Serie                 | Resultado |
| ---- | ------------------------------------------------------------------------ | --------- | --------------------- | --------- |
| 2003 | Best Actor in a Supporting or Guest Role in a Television Drama or Comedy | AFI Award | The Secret Life of Us | Nominado  |